# Jordi Nostong
Jordi Nostong (en llatí Georgius Nostongus, en grec antic Γεώργιος Νοστόγγος) va ser un noble romà d'Orient.
L'emperador de Nicea, Teodor II Làscaris (1255-1258), tenia intenció de donar-li la seva filla en matrimoni. Aquesta perspectiva d'aliança amb la casa imperial va fer que es convertís en un personatge extremament arrogant durant la minoria de Joan IV Ducas Làscaris, el fill de Teodor.